# Безбородько Ілля Андрійович
Безборо́дько Ілля́ Андрі́йович (*16 (27) лютого 1756, Глухів, Гетьманщина — † 3 (15) червня 1815, Санкт-Петербург, Російська імперія) — український шляхтич, генерал-поручик, граф, сенатор Російської імперії, дійсний таємний радник, молодший брат Олександра Безбородька.

## Життєпис
Походив з української шляхетської родини, представників козацької старшини. Народився у м. Глухів. Син Андрія Яковича Безбородька, генерального писаря, та Євдокії Михайлівни Забіли. У 1771 році вступив на дійсну військову службу, брав участь у воєнних діях проти турків у 1773 і 1774 роках. У 1785 році отримав звання бригадира, згодом — призначення до головної провіантської канцелярії. У 1790 році служив під командуванням Олександра Суворова: генерал, командир 4-ї колони.
За виявлені під час штурму Ізмаїла мужність і хоробрість нагороджений орденом святого Георгія 3-го ступеня. У 1792 році, після закінчення російсько-турецької війни 1787-1791 рр., отримав у дарунок від Катерини II понад 12 тис. десятин землі на правому березі Бузького лиману (на місці сучасного села Парутине). Заселив отримані землі кріпаками з Чернігівщини та інших місцевостей України. 1793 року його нагороджено прикрашеною діамантами золотою шаблею з написом «За хоробрість».
З 1795 року Ілля Безбородько служить уже у званні генерал-поручика. У квітні 1797 року в день своєї коронації імператор Павло I нагородив його орденом святого Олександра Невського, а 1798 року призначив дійсним таємним радником і сенатором. На службі Безбородько перебував до 1799 року, коли пішов у відставку.
Після смерті брата Ілля Андрійович успадкував усе його майно.

## Відзнаки

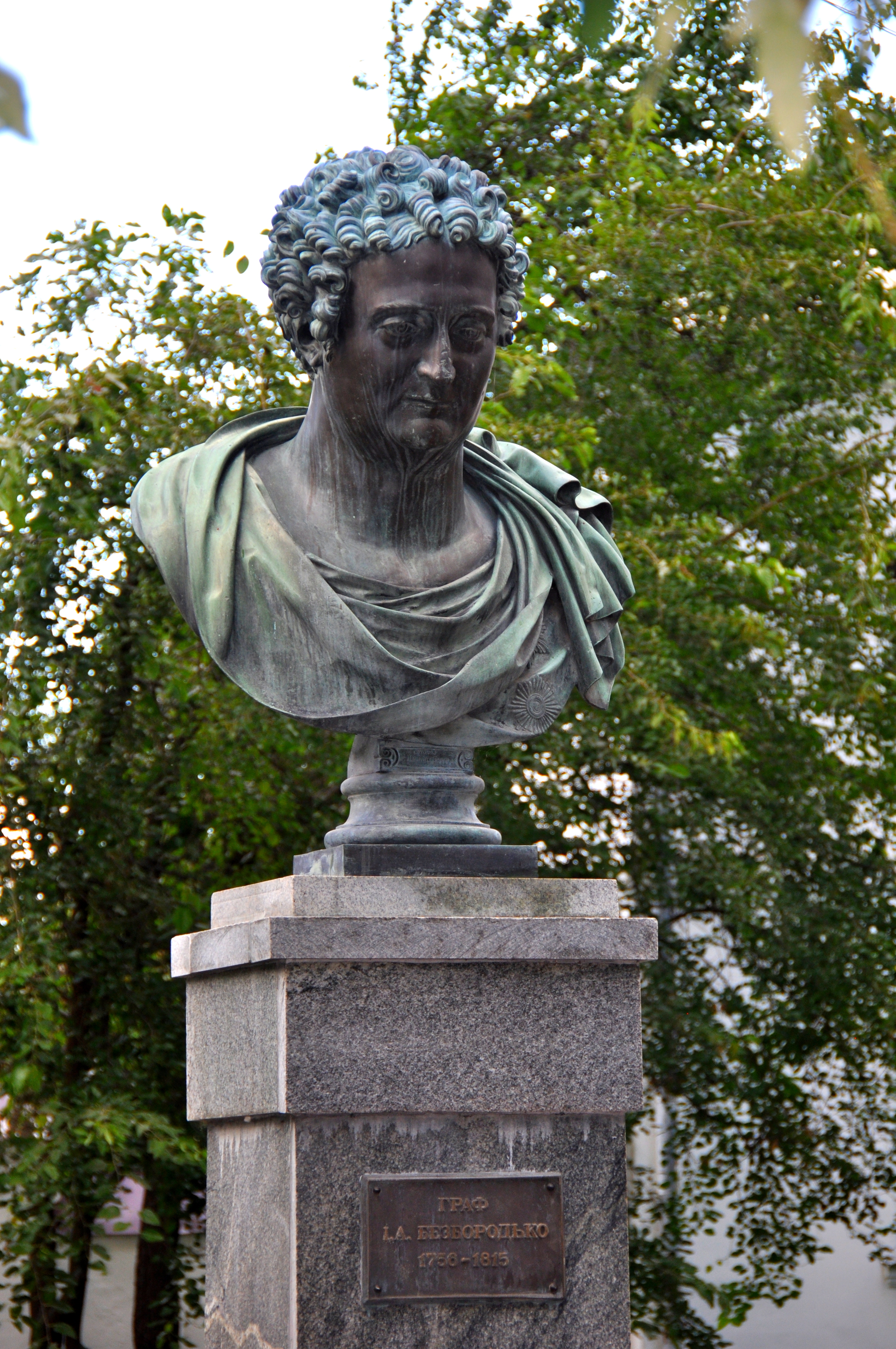
Погруддя графа Іллі Безбородька перед "старим" корпусом Ніжинського університету

У 1805 році імператор Олександр I нагородив Іллю Андрійовича орденом св. Володимира 1-го ступеня — переважно за те, що він пожертвував на заснування Ніжинської гімназії вищих наук будинок із садом, а також видав з цією метою 210 тис. карбованців, призначених його братом Олександром Безбородьком для благодійних справ. До того ж зобов'язався й надалі вносити на утримання гімназії по 150 тисяч карбованців щороку.
Граф Ілля Андрійович Безбородько мав «височайше пожалуване» йому звання Санкт-Петербурзького губернського очільника дворянства. Помер 15 червня 1815 року, похований в Олександро-Невській лаврі.

## Пам'ять
На честь Іллі Безбородька названо село Безбородькове Дніпропетровської області.

## Цікаві факти
- У 1789 р. граф Безбородько, перебуваючи в Петербурзі, став масоном.
- Мав колекцію зброї часів Хмельниччини й шаблю Богдана Хмельницького.